# Axel Lundström (tandläkare)

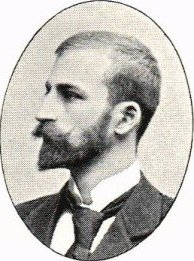
Axel Lundström

Axel Fredrik Lundström, född 9 maj 1875 i Dädesjö församling i Kronobergs län, död 12 januari 1941, var en svensk tandläkare. Han var brorsons son till Carl David Lundström och far till Anders Lundström. 
Efter mogenhetsexamen 1895 blev Lundström elev hos tandläkaren Victor Bensow i Göteborg samma år samt avlade tandläkarkandidatexamen 1897 och tandläkarexamen 1898. Han var praktiserande tandläkare i Lysekil, i Hunnebostrand samt i Fjällbacka och Grebbestad 1898–1903 samt i Göteborg från 1903.
Lundström var redaktör för "Svensk tandläkare-tidskrift" 1909-1915. Han disputerade "såsom för medicine doktorsgrad" (uttrycket användes om disputerande tandläkare innan odontologie doktorsgraden var införd) 1923 på avhandlingen Malocclusion of the Teeth Regarded as a Problem in Connection with the Apical Base. Han skrev även artiklar i tidskrifter, som Huvudstaden och staten draga ekonomisk fingerkrok: är detta nödvändigt? ("Tidevarvet") och Apelsintullen.
Han gifte sig 1912 med Beth Crafoord (1892–1972),, dotter till Jacob Crafoord.